# محمودصالح
محمودصالح یکی از پنج باب چهارلنگ از ایل بختیاری است. محمود صالح، در گویشِ بختیاری، ممصالح خوانده می‌شود. ممصالح یکی از قدیمی ترین باب های بختیاری به حساب می آید، آخرین مقاله و اسنادی که در رابطه به ممصالح پیدا شده در زمان صفویه نوشته شده است. مردم این باب به زبان لری گویش بختیاری سخن می گویند.

## نام‌شناسی و پیشینه
بنا به روایتی، محمودصالح واژه‌ای برآمده از نام دو شخص حقیقی بنام‌های "محمودصالح" از نسل شخص صاحب منصبی به نام اردشیر بوده‌اند که دراوایل سلطنت صفویان می‌زیستند. در دوره حکومت صفویان، محمودآقا به‌عنوان نیا و جد باب محمودصالح که معاصر با شاه اسماعیل صفوی، سیادت بعضی طوایف (چهارلنگ) بختیاری را برعهده داشت، از طرف حکومت صفوی به منصب ریاست  این طوایف رسید (دربرخی کتب تاریخ بختیاری محمود را با پسوند خان خطاب کرده‌اند). بر این اساس، محمودصالح؛ به‌معنای محمود، پسرِ صالح است.
. اما روایت سینه به سینه دیگری در بین بختیاری و همچنین منابع مکتوبی چون کتاب «تاریخ اصفهان» نوشته جلال الدین همایی وجود دارد که، «صالح» را لقبی دانسته‌اند که (به احتمال قوی قبل از دوره صفویان، سادات علوی از نسل امام هشتم)، بخاطر شایستگی و درستکاری به «ملک اردشیر» جد "محمود "داده بودند. این روایت که محمود را فرزند (یا نواده) «اردشیر» می‌داند، وبا توجه به قرائن و اسناد، به احتمال قوی منظور از اردشیر، همان اردشیر شبانکاره آخرین اتابک از ملوک شبانکاره می‌باشد، چرا که بعد از شکست سلسله اتابکان شبانکاره از «آل‌مظفر» دراواسط قرن هشتم هجری قمری(۷۶۵ه‍. ق)، ملک اردشیر فرزند ملک تاج الدین جمشید شبانکاره، آخرین اتابک از این ملوک، سرزمین فارس را به قصد سرزمین «لر بزرگ» ترک می‌کند. بعد از استقرار ملک اردشیر و سپس وفات او در ولایت لر بزرگ، اولاد وی در میان لربزرگ (بختیاری) به «خانه اردشیر» مشهور بودند، چراکه در نسخه نخستین تذکره امامزاده شاه قطب الدین که در قرن نهم ه‍.ق نوشته شده بود، در ذکر نام مریدان شاه قطب الدین، از «خانه اردشیر» نام برده شده‌است. با این توضیحات، «محمود آقا» جد اعلای باب «ممصالح» نیز، از همین خاندان ملک اردشیرشبانکاره (خانه اردشیر) می‌باشد.
چنان‌که در قدیم و در بین بختیاری، گاهی اصطلاح شبانکاره (که در زبان محلی شبون کاره یا شوانکاره گفته می‌شد) در پسوند نام باب ممصالح بکار می‌رفت که همین پسوند شبانکاره در زبان بختیاری به مرور زمان (چون بسیاری از اسامی رایج دیگر) صیقل یافته و دچار تغییر شد و از شبانکاره به> شبون کاره>شون کور> و نهایتاً شوکور (همان صیقل یافته شبانکاره) مبدل شد، (مثالهایی از این قبیل می‌توان از نام شهرها یا طوایفی چون: آتروپاتگان که به>آذرابادگان>آذربایگان و نهایتاً به آذربایجان صیقل یافت/، ویا شهر: اگباتان که به هگمتانه و در نهایت به همدان  تبدیل شد/ ویا نام طایفه بابا احمدی در بختیاری که به مرور زمان صیقل یافته و به بامدی تبدیل شد، اشاره کرد. حال این اصطلاح در پسوند نام طایفه ممصالح، و دیگر قرائن ذکر شده، و همچنین وجود طوایفی با نام ممصالح در بخش شبانکاره بوشهر، ویا استان‌های فارس و کوهگیلویه بویراحمد، همگی نشان می‌دهد که نسب و نژاد طایفه ممصالح به شخص اتابک اردشیر و به دنبال آن، اتابکان شبانکاره پارس باشد.
طبق منابع و نسخ کهن، حکومت اتابکان شبانکاره از _اواسط قرن پنجم ه، ق آغاز وتا اواسط قرن هشتم ه، ق_ به مدت سه قرن طول کشید، که در بخش‌هایی از فارس و کرمان حکومت کردند. در ذکر نسب اتابکان شبانکاره اکثر مورخان عهدقدیم اتفاق نظر داشتند که، اتابکان شبانکاره از نسل اردشیر بابکان (سرسلسله شاهنشاهی ساسانی) می‌باشند. نام شبانکاره در پسوند سلسله اتابکان شبانکاره نیز، به دلیل شغل گله داری و کوچ نشینی قبایل تحت نفوذ این اتابکان بود.
تاریخچه
در منابع از باب ممصالح به عنوان طایفه‌ای قدرتمند و ثروتمند یاد می‌کنند که اغلب خوانین آنها مناصب ایلی مهم به دست آورده بودند 
سرزمین بختیاری قریب ۸۲۰/۱۴۲کیلومتر مربع وسعت دارد که در دامنه های زاگرس،حد فاصل ۳۱ و ۳۴درجه عرض جغرافیایی و ۴۹ و ۵۲درجه طول شرقی جای گرفته است. این سرزمین کوهستانی از دیرباز یکی از مکان هایی بوده که میراث دار و خاستگاه  تمدن ایران باستان و کهن نیز میباشد. بختیاری‌ها از کهنسال ترین و اصیل‌ترین اقوام ایران زمین می‌باشند.
بختیاری ها  به دو شاخه هفت لنگ و چهار لنگ منشعب میگردند و شاخه چهار  لنگ به ۵ باب بزرگ (۱-ممصالح ۲-کیانرسی ۳- زلقی ۴- موگوئی ۵-میوند)تقسیم میگردند
در زمان شکل‌گیری باب ممصالح، هنوز ایل بختیاری به دو شاخهٔ چهارلنگ و هفت لنگ، تقسیم نشده بود، لذا بر خلاف تمامی باب‌های بختیاری، که طوایف زیرمجموعه آن‌ها نیای مشترکی با هم ندارند، ولی طوایف زیرمجموعه ممصالح از یک ریشه می‌باشند.
اما، برخی از قبایلی که به طایفه ممصالح پیوستند و بعداً ممصالح باب خوانده شدند، در واقع چهارلنگانِ متحدِ علیمردان خان بودند، که علیمردان خان از سوی نادرشاه، فرماندهی آنان و طوایفی دیگر از بختیاری را بر عهده داشت که با مرگ نادر، برای جدایی و سرپیچی از جانشین وی، یعنی عادل شاه، علیمردان خان را رهبر خود ساختند.
محمودصالح بزرگ‌ترین باب ایل چهارلنگ بختیاری به‌شمار می‌رود و بر اساس نظام طبقاتی ایلی در بختیاری در رده «بزرگ خوانین ایل چهارلنگ» نیز محسوب می‌شود. این باب در تاریخ ایل بختیاری، نقش بسزایی داشته و در دوره‌هایی نیز ریاست ایل بختیاری بر عهده سران این طایفه بوده‌است و حتی نقش بزرگان این طایفه در برخی از رخدادهای سیاسی در سطح ملی نیز پررنگ و تاثیرگذار بود. معمولاً رهبری بیشتر قیام‌های ایل بختیاری به منظور تصاحب تاج و تخت و یا مبارزه علیه ظلم و ستم برخی شاهان، بر عهده بزرگان و خوانین این طایفه بوده و به‌طوری که می‌توان بزرگان این طایفه را در تاریخ بختیاری، اشخاصی استبدادستیز قلمداد کرد.
در اواخر قرن دوازدهم هجری (در فاصلهٔ میان دو سلسهٔ افشار و زند) علی‌مردان‌خان چهارلنگ فرزند حیدرآقا«ناظر بختیاری» (از طایفه محمودصالح) یکی از سرکردگان ایل بختیاری، پس از تصرف غرب، مرکز ایران و جنوب تا خلیج فارس، حاکمیت کشور را تا قبل از روی کار آمدن کریم خان زند در دست داشت. کریم خان زند که از ابتدا بعد از پیروزی‌های متعدد در همدان و کسب شهرت با علیمردان خان بختیاری متحد شد و بنا بر پیشنهاد علیمردان خان، تصمیم گرفتند که با حکومت افشاریه بجنگند و به ابوالفتح خان بختیاری حاکم اصفهان که منصوب عادل شاه و سپس شاهرخ‌میرزا افشار بود، حمله کرده و او را شکست دهند. متحدین توانستند ابوالفتح‌خان و نیروهای شاهرخ شاه افشار را شکست دهند، و اصفهان را متصرف شوند. پس از تسخیر اصفهان، با وساطت برخی بزرگان از قتل ابوالفتح خان و سلیم خان افشار و موسی خان افشار و دیگر سرداران درگذشتند. علیمردان خان بختیاری و کریم خان زند و دیگر بزرگان بعد از این پیروزی پیمان اتحادی منعقد نمودند تا برای نجات ایران از هرج و مرج چاره‌ای بیندیشند. متحدین ابوتراب نوهٔ مادری شاه سلطان حسین را با نام شاه اسماعیل سوم بر تخت نشاندند و خطبه و سکه به نام او زدند و مناصب را بین خود تقسیم کردند. علیمردان خان به علت سن کم شاه جدید، نایب السلطنه او شد و به مختار الدوله ملقب گشت (که تقریباً دو سال نائب السلطنه ایران بود و حکمرانی کرد)، کریم خان زند سردار کل سپاه و زکریا خان کزازی به وزارت کشور منصوب شد. اما مدتی پس از آن اختلافاتی بین علیمردان خان نایب السلطنه و ابوالفتح خان ایجاد شد که علیمردان خان، ابوالفتح خان را مقتول نمود، سپس علیمردان خان مختار الدوله، کریم خان زند را برای سرکوب شورش‌های همدان، قزوین و تصرف غرب کشور با سپاهی روانه کرد. پس از این، برادرش حاجی باباخان بختیاری را حاکم اصفهان کرد و خود عازم دفع صالح‌خان بیات حاکم فارس شد. در واقع علیمردان خان پادشاه واقعی ایران بود و شاه اسماعیل سوم تحت‌الامر او قرار داشت.
کریم خان زند بعد از تصرف مناطق شمال غرب و غرب، چون در نهان دنبال تصاحب قدرت از علیمردان خان بود با ارتباطاتی که سلیم خان افشار با وی داشت از غیبت علیمردان خان از اصفهان فرصت جسته، در یک شورای مشورتی با سرداران خود تصمیم گرفت که اصفهان را متصرف و با علیمردان‌خان بجنگد. او با ۳۰٬۰۰۰ سپاهی به اصفهان حمله برد و شهر را تصرف کرد. علیمردان‌خان نیز که فارس، بنادر و مناطق بحرین و عمان را متصرف و درصدد اخذ مالیات‌های شهرهای جنوب بود، در شیراز مستقر شد. وی بعد از اطلاع از این وقایع، برای رویاروی با کریم خان زند به سوی اصفهان حرکت کرد که در حین حرکت نیز بسیاری از نیروهای او از سپاهش فرار کرده و به سپاهیان کریم خان زند می‌پیوستند. کریم خان زند نیز با سپاه خود راهی جنوب شد. در چهارمحال و بختیاری دو سپاه رو به روی هم صف آراستند و به نبرد پرداختند. در آن جنگ، بر اثر خیانت و فرار برخی سپاهیان علیمردان خان، علیمردان خان مغلوب شد. اما این جنگ پایانِ کار علیمردان خان نبود پس از این نبرد، علیمردان خان برای تهیه سپاه و تجدید قواه به خوزستان و سپس کرمانشاه روانه شد، وی که توانسته بود به نبرهای سنگینی با کریم خان زند بپردازد، اما پس از مدتی، ناگهانی در منطقه دربند لرستان توسط محمد خان زند (نیروی نفوذی کریم خان) که ظاهراً از دست کریم خان زند فرار نموده و هم پیمان علیمردان خان شده بود، وعلیمردان خان وی را پناه داده بود، غافلگیرانه در یک مهمانی ترور شد.
بختیاری‌ها بخاطر اختلافات داخلی و عدم اتحاد نتوانستند حاکمیت را از زندیه تصاحب کنند و پس از مرگ علیمردان خان پسرش حیدرخان چهارلنگ (ممصالح) به نبردهای پراکنده‌ای در کوهستان‌های بختیاری علیه کریم خان زند پرداخت که حکومت زندیه از سرکوب و شکست وی عاجز ماند، تا اینکه پس از مدتی جنگ و جدال با وساطت علی محمدخان زند، سردارسپاه کریم خان، وبا دادن تضمین به هم به اختلافات پایان دادند.
یکی دیگر از خوانین ممصالح، ابدال خان عموزاده و داماد علیمردان خان (مختارالدوله)، که هم عصر دولت زندیه و اوایل تشکیل حکومت قاجاریه بود، که با اتحاد کردن تمام باب بختیاری علیه آقامحمدخان قاجار شورید و دعوی حکومت نمود و بختیاریها و دیگر اقوام همجوار مثل ارامنه گرجی ها، مردم عراق عجم و غیره وی را به شاهی برگزیدند و به وی لقب "شاه ابدال" بختیاری دادند ؛ وی در ابتدا شکستی سنگین به سپاهیان آقامحمدخان قاجار وارد کرد و آن‌ها را تا به تهران متواری نمود، سپس توانست گلپایگان ، خوانسار و فرهان را متصرف شود. او عده‌ای از بزرگان گلپایگان، خوانسار ، فراهان و احمدخان افغان ولد آزادخان از سرداران نادرشاه و همچنین عده ای از ارامنه و گرجیهای فریدن اصفهان را نیز با خود برای کارزار با آقامحمدخان قاجار مهیا کرد. اما در جنگی دومی که در منطقه عسگران (واقع در اصفهان) بین بختیاری‌ها و دیگر اقوام به فرماندهی ابدال خان و سپاه اقامحمد خان قاجار، رخ داد، علی‌رغم استقامت و دلاوری‌های ابدال خان در جنگ، به دلایلی چون اختلاف و تفرقه در سپاه بختیاری ، توسط آقامحمدخان قاجار که با تَطمیع کردن برخی سرانِ سپاه ابدال خان بوقوع پیوست که منجر به ترک میدان نبرد توسط برخی خوانین فریب خورده در مقابل سپاه قاجار شد ، و همچنین تجهیزات نظامی سپاه قاجار که از نیرو های بختیاری سر تر بود، در نهایت ابدال خان و برخی از نیروهای او پس از مقاومت و پیکار در مقابل سپاه آقامحمدخان قاجار، کشته شدند و پیروزی نصیب آقامحمدخان قاجارشد. این شکست که بر اثر خیانت برخی به ابدال خان صورت گرفته بود، برای ایل بختیاری و دیگر اقوام چون ارمنی ها و گرجی ها گران تمام شد، چنان‌که بعد از آن آقامحمدخان قاجار دستور قتل و غارت ارامنه ، گرجی ها و ایل بختیاری را داد که بسیاری از احشام و اموال  آنها به غارت رفت. باب ممصالح نیز به خاطر کشته شدن ابدال خان ، محمدتقی خان و فتاح خان و دیگر سران این باب درجنگ و همچنین تبعید محمدحسن خان و محمدحسین خان فرزندان ابدال خان به عراق و متفرق شدن برخی دیگر، تا مدت‌ها نتوانستند قدرت اولیه خود را بازیابی کنند.
اما در عصر ناصرالدین شاه قاجار، بر اثر ظلم و فشار شاهزاده احتشام الدوله حاکم لرستان و خوزستان و برادرش ایلدرم میرزا، نسبت به ایلات و طوایف، محمدعلی خان (اول) ممصالح در سال‌های ۱۲۶۷ ه. قمری، الی ۱۲۷۲ ه. قمری، اوامر حکومت قاجار را پشت پا زده و فوج سَربندی را که مأمور دستگیری او بودند را محاصره و خلع سلاح نموده بود، و پس از آن در سردشت دزفول به سلسله نبردهای با ابراهیم میرزا فرزند احتشام الدوله قاجار پرداخت که پس از چند جنگ در پای دژ سردشت (معروف به دژ محمدعلی خان (اول)،) بناچارحکومت قاجار که صلاح را جز در مذاکره و صلح نمی‌دید، سپس حاجی شیخ جعفرمجتهد که نافذالکلمه بود را، از طرف دولت به رفع اختلافات و نزاع فی‌مابین محمدعلی خان (اول) محمودصالح و شاهزاده ابراهیم میرزا قاجار حاکم خوزستان نمود.

## جغرافیای باب ممصالح
ییلاق
- شهرستان شهرکرد و شهرستان کوهرنگ از توابع استان چهارمحال و بختیاری
- شهرستان الیگودرز و شهرستان ازنا از توابع استان لرستان
- شهرستان فریدن ، شهرستان فریدون شهر و شهرستان چادگان از توابع استان اصفهان و سرحدات اقلید

قشلاق
- شهرستان ممسنی و رستم شهرستان کازرون و کوه چنار گناوه شهرستان داراب

شهرستان دزفول، شهرستان شوشتر ، شهرستان گتوند ، شهرستان باغملک ، شهرستان ایذه ، شهرستان مسجدسلیمان شهرستان رامهرمز از توابع استان خوزستان و برادران خیرگردزاده در شهرستان لالی
شهرستان باشت و گچساران از توابع استان کهگیلویه و بویر احمد

## برخی از افراد سرشناس
- علی مردان خان چهارلنگ: نایب السلطنه ایران بعد از مرگ نادرشاه افشار تا قبل از به قدرت رسیدن کریم خان زند و در زمان سلطنت شاهرخ شاه افشار.[۲۴]

- حاجی باباخان چهارلنگ بختیاری:جد خوانین ممصالح و حاکم اصفهان در سال۱۱۶۴ه‍.ق.

نام حاجی بابا خان بختیاری چهارلنگ بختیاری حاکم اصفهان(هزار و صد و شصت و سه -هزار و صد و شصت و پنج هجری قمری) و جد بزرگ اکثر خوانین ممصالح (محمودصالح)در یکی از نسخه های خطی مربوط به عصر زندیه

- فتاح خان چهارلنگ :فرزند حاجی بابا خان از سرداران ایل بختیاری عصر زندیه و حاکم کرمان در عصر زندیه [۱۴]
- حیدرخان چهارلنگ بختیاری (ممصالح): پسر علی مردان خان و رهبر مبارزات ایل بختیاری علیه کریم خان زند.
- اسماعیل خان چهارلنگ:فرزند حاجی باباخان بختیاری و از سران شاخه چهارلنگ بختیاری.
- محمدتقی خان فرزند ابدال خان: که در جنگ‌های ابدال خان با آقامحمدخان قاجار، رشادتها و دلاوری‌های زیادی از خود نشان داد و در جنگ عسگران نیز کشته شد.
- خدارحم خان چهارلنگ:فرزند محمد حسین خان و از خوانین ارشد بختیاری عصر فتحعلی شاه قاجار.
- رضاخان چهارلنگ (ملقب به شیرکُش): از سران ایل چهارلنگ بختیاری در عصر فتحعلی‌شاه قاجار الی ناصرالدین‌شاه قاجار و بنیان‌گذار شهر سودجان، از نوادگان اسماعیل خان چهارلنگ فرزند حاجی باباخان بختیاری.
- محمدعلی خان (اول) فرزند الله کرم ممصالح، از سران بختیاری که در سال‌های ۱۲۶۷ الی ۱۲۷۱ هجری قمری به نبردهایی علیه شاهزاده احتشام الدوله قاجار (حاکم لرستان و خوزستان) پرداخت.
- محمود خان چهارلنگ: فرزند رضا خان از سران  شاخه چهارلنگ بختیاری در عصرناصرالدین‌شاه قاجار ،مالک سودجان، از خوانین قدرتمند و سرشناس بختیاری.
- سلطانعلی خان ممصالح برادر محمدعلی خان اول از پهلوانان و دلیران ایل بزرگ ممصالح
- محمد مهدی خان بختیاری (ممصالح): ایلخانی چهارلنگ بعد از محمدتقی خان کیانرسی چهارلنگ.
- الهیار خان ممصالح: از خوانین سرشناس و دلاور ممصالح در عصر قاجار.
- علی مردان خان (دوم) مردانی یاعلی مردان خان (معاصر): رهبر قیام بختیاری علیه سلطنت پهلوی در سال ۱۳۰۸.

علی مردان خان محمود صالح فرزند علیقلی خان محمود صالح رهبر قیام سال ۱۳۰۸ هجری‌شمسی

- امیر خان ممصالح: از سرداران شاخه چهارلنگ بختیاری در انقلاب مشروطه

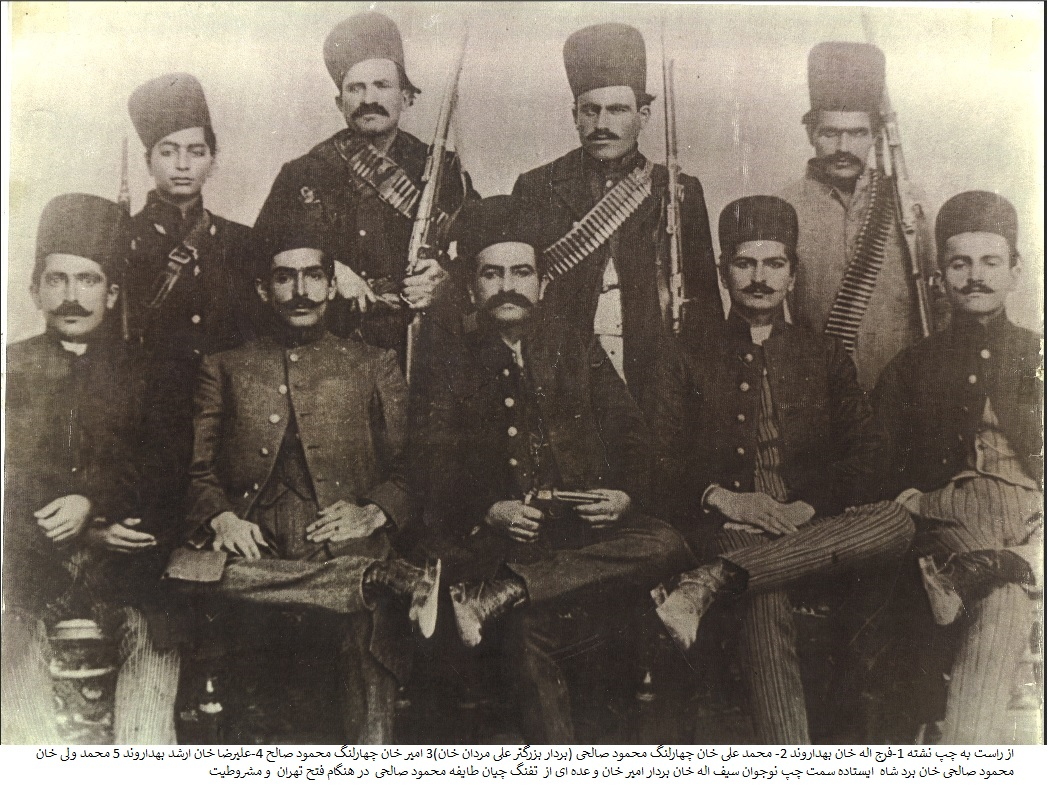
جمعی از خوانین ممصالح و بهداروند به هنگام فتح تهران

- اسماعیل ممصالح(ورباد): فرزند هادی خان ممصالح
- محمد علی خان (دوم) مردانی: ایل بیگ چهارلنگ بختیاری و از سران قیام بختیاری علیه حکومت پهلوی.
- محمدتقی خان شجاع‌الممالک بختیاری: ایلخان طوایف چهارلنگ درعصر پهلوی.
- آقاخان ممصالح: (ملقب به پلنگ کش) یکی از خوانین چهارلنگ در دزفول بود و یکی از دوستان صمیمی علیمردان خان بود که در جریانی که به شکار گرگ معروف است بر روی کوه هفت تنان چهار پلنگ و پازن را شکار و به نزد علیمردان خان در اصفهان برد.
- محمدجواد خان سالار شجاع فرزند محمدتقی خان شجاع الممالک بختیاری: آخرین ایلخانی طوایف چهارلنگ بختیاری.
- دکتر فریدون خان اله یاری فرزند نجفقلی خان بختیاری : مدیرکل سازمان میراث فرهنگی صنایع دستی و گردشگری استان اصفهان و عضو هیئت علمی دانشگاه اصفهان.[۲۵]
- دکتر محمود خان کرم پور فرزند سلطان مراد خان.از خوانین جلیل و بزررگ چهار لنگ محمود صالح از مالکین قلعه بارده و روستای بارده.محقق ، پژوهنده و مردم شناس فرهنگ و تاریخ بختیاری و ایران .((متولد۱۳۲۶ بارده—وفات ۱۴۰۴ بارده))